# Rode vleermuis
De rode vleermuis (Lasiurus borealis)  is een zoogdier uit de familie van de gladneuzen (Vespertilionidae). De wetenschappelijke naam van de soort werd voor het eerst geldig gepubliceerd door Müller in 1776.

## Voorkomen
De rode vleermuis komt voor in het Oosten van Noord-Amerika en op Bermuda.